# Кавир (национален парк)
Национален парк „Кавир“ е защитена екологична зона в северен Иран. Той е разположен на площ от 4000 km2. Паркът се намира на 120 km югоизточно от Техеран и 100 km източно от Кум, в най-западния край на две от големите ирански пустини Деще Кевир (Голямата солена пустиня) и Сиакух (Черната планина). В самия му център е разположена огромна полукръгла скала. Обявен за биосферен резерват от ЮНЕСКО.
Паркът представлява сбор от пустинни, попупустини и степи. Често е наричан и „Малката Африка“, поради това че в него живеят диви животни характерни повече за Африка. Тук се срещат видове диви овце и кози, хиени, вълци, газели чинкара, персийски леопарди, азиатски подвид на гепарда и редкия персийски леопард. Годишно тук падат 150 mm дъжд като най-голямо количество пада в периода от ноември до май. Растителността в региона е приспособена към сушата и солените почви. За да задържат изпарението на вода и да се противопоставят на пашата на диви животни растенията са придобили защитни механизми. Такъв например е видоизменянето на листата в бодли подобно на много видове дървета в Африка.
Соленото езеро Дарачех йе Намак лежи непосредствено до парка. Това е огромно солено езеро, в което се вливат няколко реки от север. Една от реките с постоянен поток е Кум, която преминава и през северната част на националния парк.